# Maurice Greene (atleta)
Maurice Greene (Kansas City, 23 luglio 1974) è un ex velocista statunitense, campione olimpico dei 100 metri piani a Sydney 2000 e tre volte campione mondiale della specialità (Atene 1997, Siviglia 1999 ed Edmonton 2001).
Ѐ stato il primatista mondiale dei 100 metri piani dal 1999 al 2005 con il tempo di 9"79, successivamente migliorato dal giamaicano Asafa Powell. Ha detenuto inoltre, dal 1998 al 2018, il record mondiale dei 60 metri piani indoor con il tempo di 6"39 (poi battuto dal connazionale Christian Coleman), specialità in cui è stato campione mondiale indoor a Maebashi 1999.
Oltre al titolo olimpico di Sydney 2000 e ai tre titoli mondiali, nei 100 metri piani vanta anche un bronzo olimpico ad Atene 2004.

## Biografia
Greene in gioventù si cimenta sia nel football americano che nell'atletica leggera, ma si rivela migliore in quest'ultima. Nel 1995 il ventunenne Greene prende parte alla sua prima grande competizione internazionale, i Mondiali di Göteborg, ma viene eliminato nei quarti di finale dei 100 m. La stagione successiva è deludente, in quanto fallisce l'ingresso nella squadra olimpica statunitense per i Giochi olimpici di Atlanta del 1996. A settembre cambia allenatore, passando sotto la guida di John Smith.
Il 1997 è l'anno della sua esplosione. Ai Campionati del mondo di Atene di quell'anno vince il titolo dei 100 m. Quella gara segna l'inizio del dominio di Greene sui 100 m: dopo quel titolo mondiale, si riconferma ai mondiali del 1999, è campione olimpico nel 2000, e vince per la terza volta ai mondiali del 2001. Oltre alle medaglie, Greene conquista anche il record mondiale: il 16 luglio 1999 ad Atene stabilisce il nuovo primato sui 100 m con 9"79, migliorando il 9"84 fatto segnare da Donovan Bailey nel luglio 1996.
Il suo palmarès di velocista si arricchisce di medaglie anche in altre prove: nel 1999 Greene vince l'oro sui 60 m ai mondiali indoor, sui 200 m e nella staffetta 4×100 m ai mondiali all'aperto. È così il primo velocista a realizzare la doppietta 100 m - 200 m ai mondiali di atletica leggera. Sempre con la staffetta statunitense è oro anche ai Giochi olimpici di Sydney 2000.
A partire dal 2002 la corsa di Greene è frenata da vari infortuni. Quell'anno si vede strappare il record mondiale dal connazionale Tim Montgomery, che lo migliora di un centesimo di secondo. In quell'occasione Greene, infortunato, guarda la gara dagli spalti. Ai mondiali dell'anno dopo a Saint-Denis uno strappo durante le semifinali dei 100 m lo costringe al ritiro dalla competizione.
Ai Giochi olimpici di Atene 2004, dove figura tra i favoriti per il titolo del 100 m, ottiene la medaglia di bronzo nella gara individuale, e l'argento nella staffetta 4×100 m.
Un nuovo infortunio durante i trials statunitensi impedisce a Greene di giocarsi la qualificazione per le gare individuali dei campionati del mondo di Helsinki. Viene selezionato soltanto per la staffetta. Ad Helsinki però Greene non arriva nemmeno a disputare la finale, causa squalifica del quartetto USA in semifinale.
Nel 2007 dà nuovamente forfait ai campionati del mondo che si disputano ad Osaka, per infortunio.
Annuncia definitivamente il suo ritiro il 4 febbraio 2008 durante una conferenza stampa a Pechino.

## Record nazionali

### Seniores
- 50 metri piani indoor: 5"56 ( Los Angeles, 13 febbraio 1999)
- 60 metri piani indoor: 6"39 ( Madrid, 3 febbraio 1998) - ( Atlanta, 3 marzo 2001)

## Progressione

### 100 metri piani
| Stagione | Tempo | Luogo        | Data      | Rank. Mond. |
| -------- | ----- | ------------ | --------- | ----------- |
| 2007     | 10"84 | Carson       | 20-5-2007 |             |
| 2006     | 10"35 | Baie-Mahault | 1-5-2006  |             |
| 2005     | 10"01 | Carson       | 25-6-2005 | 11º         |
| 2004     | 9"87  | Atene        | 22-8-2004 | 3º          |
| 2003     | 9"94  | Carson       | 1-6-2003  | 2º          |
| 2002     | 9"89  | Roma         | 12-7-2002 | 1º          |
| 2001     | 9"82  | Edmonton     | 5-8-2001  | 1º          |
| 2000     | 9"86  | Berlino      | 1-9-2000  | 1º          |
| 1999     | 9"79  | Atene        | 16-6-1999 | 1º          |
| 1998     | 9"90  | Stoccolma    | 5-8-1998  | 4º          |
| 1997     | 9"86  | Atene        | 3-8-1997  | 1º          |
| 1996     | 10"08 | Atlanta      | 14-6-1996 |             |
| 1995     | 10"19 | Bratislava   | 30-5-1995 |             |

## Palmarès
| Anno | Manifestazione  | Sede        | Evento      | Risultato        | Prestazione | Note                                     |
| ---- | --------------- | ----------- | ----------- | ---------------- | ----------- | ---------------------------------------- |
| 1995 | Mondiali indoor | Barcellona  | 60 m piani  | 4º               | 6"59        |                                          |
| 1995 | Mondiali        | Göteborg    | 100 m piani | Quarti di finale | 10"35       |                                          |
| 1995 | Mondiali        | Göteborg    | 4×100 m     | Batteria         | dnf         |                                          |
| 1997 | Mondiali        | Atene       | 100 m piani | Oro              | 9"86        | Miglior prestazione mondiale stagionale  |
| 1997 | Mondiali        | Atene       | 4×100 m     | Batteria         | dnf         |                                          |
| 1999 | Mondiali indoor | Maebashi    | 60 m piani  | Oro              | 6"42        | Record dei campionati                    |
| 1999 | Mondiali        | Siviglia    | 100 m piani | Oro              | 9"80        | Record dei campionati                    |
| 1999 | Mondiali        | Siviglia    | 200 m piani | Oro              | 19"90       | Miglior prestazione personale stagionale |
| 1999 | Mondiali        | Siviglia    | 4×100 m     | Oro              | 37"59       | Miglior prestazione mondiale stagionale  |
| 2000 | Giochi olimpici | Sydney      | 100 m piani | Oro              | 9"87        |                                          |
| 2000 | Giochi olimpici | Sydney      | 4×100 m     | Oro              | 37"61       |                                          |
| 2001 | Mondiali        | Edmonton    | 100 m piani | Oro              | 9"82        | Miglior prestazione mondiale stagionale  |
| 2003 | Mondiali        | Saint-Denis | 100 m piani | Semifinale       | 10"37       |                                          |
| 2004 | Giochi olimpici | Atene       | 100 m piani | Bronzo           | 9"87        | Miglior prestazione personale stagionale |
| 2004 | Giochi olimpici | Atene       | 4×100 m     | Argento          | 38"08       |                                          |
| 2005 | Mondiali        | Helsinki    | 4×100 m     | Batteria         | dnf         |                                          |

## Campionati nazionali
- 4 volte campione nazionale nei 100 m piani (1997, 2000, 2002, 2004)
- 1 volta campione nazionale nei 200 m piani (1999)
- 1 volta campione nazionale indoor nei 60 m piani (2001)

## Altre competizioni internazionali
1999
- Argento alla Grand Prix Final ( Monaco di Baviera), 200 m piani - 19"90